# Duranpas
De Duranpas (Italiaans: Passo Duran) in de Dolomieten, vormt de verbinding tussen het dal van de rivier de Cordevole en het Val di Zoldo die beide liggen in de Italiaanse provincie Belluno. Agordo is de belangrijkste plaats in het dal van de Cordevole, dat hier Canale d'Agordo heet. Hier begint de weg richting de Duranpas. De klim naar boven is dertien kilometer lang. Ongeveer drie kilometer voor de pashoogte bereikt de pas zijn maximale hellingspercentage van 14%.
Vanaf de 1605 meter hoge pashoogte heeft men uitzicht op het dal van de Cordevole en de dolomietwanden van de Monte Moiazza (2865 m) in het noordwesten en de San Sebastiano Nord (2488 m) die in het oosten ligt. Op de pas staat de berghut Rifugio C. Tome.
De afdaling richting het Val di Zoldo is korter, namelijk 8,5 kilometer. Het steilste stuk weg (14,5%) ligt net voor het dorp Dont. Vanuit deze plaats gaat noordelijk de weg richting de Staulanzapas die aan de voet van de Monte Pelmo ligt.